# Legends d'Atlanta
Stade
Maillots
Les Legends d'Atlanta (en anglais : Atlanta Legends) étaient une franchise professionnelle de football américain qui a évolué au sein de l'Alliance of American Football. Elle était basée à Atlanta en Géorgie.
Néanmoins, après huit semaines d'activité lors de la première saison de la ligue, son propriétaire, Tom Dundon, suspend les activités de l'AAF ce qui met de surcroît fin au championnat,.

## Affiliation des joueurs
La zone d’affiliation des joueurs des Legends d'Atlanta est la suivante :
| NCAA Division I FBS - Tigers de Clemson - Bulldogs de la Géorgie - Panthers de Georgia State - Yellow Jackets de Georgia Tech - Cardinals de Louisville - Tar Heels de la Caroline du Nord - Cavaliers de la Virginie - Hokies de Virginia Tech | Autres divisions NCAA - Golden Rams d'Albany State - Panthers de Clark Atlanta - Wildcats de Fort Valley State - Eagles de Georgia Southern - Owlsde Kennesaw State - Bears de Mercer - Maroon Tigers de Morehouse - Tigers de Savannah State - Hawks de Shorter - Blazers de Valdosta State - Wolves de West Georgia | National Football League (NFL) - Falcons d'Atlanta - Panthers de la Caroline - Jaguars de Jacksonville - Redskins de Washington Ligue canadienne de football (CFL/LCF) - Argonauts de Toronto |

## Saisons
| Saisons | V | D | N | Résultats en Playoffs                             |
| ------- | - | - | - | ------------------------------------------------- |
| 2019    | 2 | 6 | 0 | saison arrêtée après huit semaines de compétition |